# Mycetoporus altaicus
Mycetoporus altaicus är en skalbaggsart som beskrevs av Luze 1901. Mycetoporus altaicus ingår i släktet Mycetoporus, och familjen kortvingar. Arten är reproducerande i Sverige.